# Paskua
 (février 2019).
Améliorez-le ou discutez des points à vérifier. 
 (février 2019).
Si vous disposez d'ouvrages ou d'articles de référence ou si vous connaissez des sites web de qualité traitant du thème abordé ici, merci de compléter l'article en donnant les références utiles à sa vérifiabilité et en les liant à la section « Notes et références ».
Pascal Desmoulains, dit Paskua, ou Paskia, ou Paskya né à Rouen le 5 mai 1959 est un artiste plasticien et un photojournaliste qui vit et travaille en Polynésie française, sur l'île de Bora-Bora, archipel des îles Sous-le-Vent (Raiatea, Huahine, Maupiti…). Peintre, photographe, vidéographe, poète, scénariste, réalisateur.

## Place dans l'art contemporain
Peintre qualifié d'« outsider », de « Singulier » (Jeannine Rivais in monographie « Paskua, Outside In Tahiti »), ou de « néo-expressionniste », il définit lui-même son œuvre fétichiste de « rituel érotique d'apparition punk post néo-dada ». Anarchiste ("anartiste" selon ses termes) il est « depuis les antipodes à l'avant-garde du renversement d'un monde à l'envers ».
C'est à Raiatea qu'il fut surnommé le « Tahua » (La Dépêche de Tahiti, 22 février 2008) (ce qui veut dire en reo māʻohi : le guérisseur, le chamane, littéralement « celui qui voit »).
Il cesse de peindre en janvier 2009 à la suite d'un accident vasculaire cérébral qui le handicape.
Il initie cependant et cosigne avec le philosophe et sociologue Edgar Morin, le prospectiviste et politologue Pierre F. Gonod, le « Mouvement pour la Métamorphose du Monde » dont il illustre le Manifeste (avril 2009).
Il est le premier artiste résident en polynésie à avoir intégré les collections des musées européens de son vivant, selon Jean-Marc Pambrun, le Directeur du Musée de Tahiti et des Îles.
Comme photographe, il est lauréat du Prix Ilford 2000, source ? Polaroid Award 2003, Finaliste du Leica Fotofrafie Award 2010 source ? et nommé pour le Leica Oskar Barnack 2010. Il est membre de l'agence photographique [ZUMA press].
Il fonde en décembre 2010 la première coopérative d'auteurs pour la production audiovisuelle et multimédia (scop) en Polynésie française : Thelem.
Avec l'artiste et poétesse [lili Oop], qui partage sa vie, il est l'auteur d'une collection de 180 documentaires réalisés sous forme de Petite Œuvre Multimédia (POM), pour Polynésie Première et le réseau de France Télévisions, "TA'ATA", sur la vie du peuple polynésien. Une déclinaison multimedia a été projetée fin mai 2013 durant deux jours au SFMOMA (San Francisco Museum of Modern Art).
Il dirige le Collège Géopoétique des Rives Océaniennes, affilié à l'Institut International de Géopoétique fondé par Kenneth White.

## Œuvre
Paskua pratique une peinture expressionniste dans la lignée des Cobra (Alechinsky, Appel, Jorn[Lequel ?]…), des néo-expressionnistes allemands (Georg Baselitz, Anselm Kiefer, Jonathan Meese, des actionnistes viennois (Hermann Nitsch, Otto Muehl) et de l'américaine Louise Bourgeois  sur des supports polymorphes - bois ravagés et calcinés, termitières et vieux sacs à coprah déchirés.
Il utilise une matière première constituée d'une alchimie de résines, de mousse polyurhétane, de pigments, de plumes et fibres naturelles, de langes usagés (pāhi’i en tahitien), de vieux torchons de peintre, et du cocktail "gitmo", du sang, du sperme et des excréments comme l'utilisent les prisonniers du camp de Guantanamo Bay contre leurs geôliers ("Courrier International", août 2007). Parfois encore, Paskua utilise des poupées-fœtus momifiées.
Dans ses œuvres récentes Paskua introduit la dimension d'une esthétique relationnelle en transformant les effilochures des vieux sacs à coprah sur lesquels il peint, en "nœuds-mémoire" réalisés par le public participant. Son objectif est que l'œuvre devienne ainsi collective, en cours de création/destruction, jusqu'à ce que la trace originelle qu'il a initié  disparaisse des regards sous l'accumulation de ces nœuds-mémoire. Dans la vision polynésienne, l'œuvre est alors devenue "TO'O", littéralement "réceptacle des dieux", un objet-fétiche chargé d'une mémoire, d'une énergie presque organique - le "mana", investi du pouvoir de l'effroi (Julia Kristeva) mais créateur de lien social (Mauss)[réf. nécessaire].
Arnau Puig, le critique d'art catalan et cofondateur avec Joan Brossa et Antoni Tàpies du mouvement Dau al Set écrit que "L'œuvre de Paskua est merveilleuse. C'est l'expressionnisme devenu culte. C'est une très forte réussite plastique comparable aux plus grands artistes modernes et contemporains qui s'inscrit dans l'histoire de l'art occidental et qui témoigne de l'extraordinaire culture des antipodes que Paskua a très personnellement intégrée et nous apprend à aimer. Paskya est l'héritier du Dau al Set".

## Expositions et musées

### Expositions
Paskua expose régulièrement à Tahiti, en Océanie, à New York et en Europe. Il a réalisé de nombreuses expositions en Australie, aux États-Unis, en Italie, en France et en Espagne.

### Musées
Initiateur du mouvement Upside Down (un art des antipodes pour le renversement du monde à l'envers…) et du Mouvement pour la métamorphose du monde dont il signe le Manifeste avec Edgar Morin et Pierre Gonod (2009)